# 조승환
조승환(趙承煥, 1966년 2월 17일~)은 대한민국의 제22대 국회의원이다. 제22대 해양수산부 장관을 지냈다.

## 학력
- 대동고등학교 졸업
- 고려대학교 법과대학 법학과 학사
- 워싱턴 대학교 로스쿨 법학과 석사

## 경력
- 1990년 11월: 제34회 행정고등고시 합격
- 1991년: 통일원 통일정책실 사무관
- 1997년 7월: 국무총리비서실 정무비서관실 행정관, 서기관(고건 국무총리)
- 1998년 3월: 국무총리비서실 의전비서관실 행정관(김종필 국무총리)
- 2003년 4월: 해양수산부 해양정책국 연안계획과장
- 2005년 2월: 해양수산부 부산지방해양수산청 환경안전과장
- 2006년 2월: 해양수산부 부산지방해양수산청 항만물류과장
- 2007년 2월: 해양수산부 해운물류본부 국제기획관실 물류제도팀장
- 2007년 12월~2008년 2월: 이명박 대통령직인수위원회 경제2분과 실무위원
- 2008년 3월: 대통령실 국토해양비서관실 행정관(이명박 정부)
- 2010년 6월: 2012 여수세계박람회 조직위원회 파견
- 2011년 9월: 국토해양부 인천지방해양항만청 인천항건설사무소장
- 2012년 10월: 주영국 대한민국 대사관 공사참사관
- 2015년 2월: 해양수산부 해사안전국장
- 2016년 2월~2017년 9월: 제29대 해양수산부 부산지방해양수산청장
- 2017년 9월~2018년 9월: 해양수산부 해양정책실장
- 2018년 9월~2021년 11월: 해양수산과학기술진흥원 원장
- 한국해양과학기술원 비상임이사
- 2022년 2월~2022년 3월: 제20대 대통령 선거 국민의힘 윤석열 대통령 후보 선거대책본부 직능총괄본부 국토균형개발본부 부본부장
- 2022년 5월~2023년 12월: 제22대 해양수산부 장관
- 2023년 7월~2023년 12월: 대통령 직속 지방시대위원회 당연직위원
- 2024년 3월~2024년 4월: 제22대 국회의원 선거 국민의힘 부산광역시당 선거대책위원회 해양항만물류본부장
- 2024년 4월 10일 대한민국 제22대 국회의원 선거 당선(부산 부산 중구·영도구, 국민의힘, 초선)[1][2]
- 2024년 5월~: 국민의힘 부산광역시당 중구·영도구 당원협의회 위원장
- 2024년 6월~2024년 7월: 국민의힘 정책위원회 산하 시급한 민생 현안 해결을 위한 약자동행특별위원회 위원
- 2024년 6월~2024년 7월: 국민의힘 정책위원회 산하 시급한 민생 현안 해결을 위한 민생경제안정특별위원회 위원
- 2024년 7월~: 국민의힘 부산광역시당 부산행복연구원장
- 2024년 9월~2024년 10월: 2024년 하반기 재보궐선거 국민의힘 부산광역시당 부산광역시 금정구청장 보궐선거 선거대책위원회 정책공약개발단
- 2024년 9월~: 국민의힘 호남동행 국회의원 발대식 명예의원(전북특별자치도 부안군) 겸 (전라남도 순천시)
- 2024년 12월~: 국민의힘 제주공항 여객기 사고 수습 TF 위원
- 2025년 4월~2025년 5월: 국민의힘 김문수 제21대 대통령 선거 경선후보 문수 대통 김문수 승리캠프 정부혁신본부장
- 2025년 5월~2025년 6월: 제21대 대통령 선거 국민의힘 김문수 대통령 후보 부산 선거대책위원회 정책단장
- 2025년 5월~2025년 6월: 제21대 대통령 선거 국민의힘 김문수 대통령 후보 직속 정부혁신단장
- 2025년 6월~: 국민의힘 원내부대표

## 의정활동
- 2024. 5.~ 제22대 국회의원(부산 중구·영도구, 국민의힘, 초선)[1][2]
  - 2024. 6.~2025. 6. 제22대 국회 전반기 행정안전위원회 위원
    - 제22대 국회 전반기 행정안전위원회 법안심사제1소위원회 위원
    - 제22대 국회 전반기 행정안전위원회 청원심사소위원회 위원장

  - 디지털경제3.0포럼 연구책임의원
  - 국회 인공지능 포럼 : 첨단기술과 사회·문화적 가치의 정립 구성의원
  - 2024. 7.~2025. 6. 제22대 국회 전반기 예산결산특별위원회 위원
  - 2025. 6.~ 제22대 국회 전반기 농림축산해양수산위원회 위원

## 역대 선거 결과
| 실시년도 | 선거   | 대수 | 직책     | 선거구           | 정당     | 득표수   | 득표율          | 순위 | 당락 | 비고 |
| -------- | ------ | ---- | -------- | ---------------- | -------- | -------- | --------------- | ---- | ---- | ---- |
| 2024년   | 총선   | 22대 | 국회의원 | 부산 중구·영도구 | 국민의힘 | 46,254표 | \| \| 54.82% \| | 1위  |      | 초선 |
|          | 54.82% |      |          |                  |          |          |                 |      |      |      |

## 소속 정당
| 소속 정당 | 소속 정당 | 소속 기간 | 비고      |
| --------- | --------- | --------- | --------- |
|           | 국민의힘  | 2024~현재 | 정계 입문 |

## 같이 보기
- 중구·영도구 (2016년 선거구)
- 부산 중구의 국회의원
- 부산 영도구의 국회의원
- 대한민국의 해양수산부 장관